# Nikólas Theodórou
Nikólas Theodórou (grec moderne : Νικόλας Θεοδώρου) est un joueur d'échecs grec né le 17 septembre 2000 à Athènes, grand maître international depuis 2021.
Au 1er août 2022, il est le quatrième joueur grec avec un classement Elo de 2 575 points.

## Palmarès
En 2021, Nikólas Theodórou a remporté le Grand Championship du Missouri en mai avec 8 points sur 9, le huitième Chess Blossom Classic en juin, avec 7 points sur 9, ex æquo avec Burke et Nijnik, le quatorzième Paleochora Open en juillet 2021, avec 7,5 points sur 9, ex æquo avec Solodovnichenko (vainqueur au départage), Banikas et Gumularz.
Nikólas Theodórou a représenté la Grèce lors du championnat du monde d'échecs par équipes de 2017. Lors de l'Olympiade d'échecs de 2022, il marqua 7,5 points en 9 parties, remportant la médaille d'argent au deuxième échiquier avec une performance Elo de 2 764 points. la Grèce finit quinzième de la compétition.